# جائزة بوكر
جائزة بوكر (بالإنجليزية: Booker Prize)‏ وكانت تُسمّى بين عامي (2002–2019) باسم: جائزة مان بوكر (بالإنجليزية: Man Booker Prize)‏ وعُرِفت بين عامي (1969–2001) باسم: جائزة بوكر ماكونيل (بالإنجليزية: Booker–McConnell Prize)‏؛ هي من أهم الجوائز الأدبية المخصصة للأعمال الروائية باللغة الإنكليزية، وذلك منذ تأسيسها عام 1968. تُمنح لأفضل رواية كتبها مواطن من المملكة المتحدة أو من دول الكومنولث أو من جمهورية أيرلندا. أعضاء لجنة التحكيم في جائزة «بوكر» هم من نخبة النقّاد والكتّاب والأكاديميين، ويتغيّرون كل سنة بغية الحفاظ على مصداقية الجائزة ومستواها.
الجائزة خاصة بالرواية حصرًا، وتُمنح سنويا لعمل واحد مترجم إلى الإنجليزية ومنشور في بريطانيا أو أيرلندا، ويتقاسم المؤلف الأصلي والمترجم القيمة المالية للجائزة وقدرها 50 ألف جنيه إسترليني، والجائزة لها تأثير على الكاتب الذي يفوز بها، إن كان معنويًا (ترجمات وشهرة عالمية)، أو ماديًا (قيمة الجائزة وانعكاسها على مبيعات الكتب).
تفرعت من الـ«بوكر» جائزتان عالميتان للرواية هما: جائزة بوكر الروسية التي تأسست عام 1992، وجائزة كاين للأدب الأفريقي عام 2000. وفي أبريل 2007 تم إطلاق الجائزة العالمية للرواية العربية، بالشراكة بين «مؤسسة بوكر» و«هيئة أبوظبي للسياحة والثقافة» و«معهد وايدنفيلد للحوار الاستراتيجي».

## الفائزون بالجائزة
- عام 2024 : جائزة البوكر لأفضل رواية مترجمة إلى الإنجليزية للكاتبة الألمانية جيني إربينبيك عن ترجمتها لكتاب كايروس.[9]
- عام 2023:الكاتب الإيرلندي بول لينش عن روايته «أغنية نبي" (بروفيت سونج)».[10]
- عام 2022:الكاتب السريلانكي شيهان كاروناتيلاكا عن روايته «أقمار مالي ألميدا السبعة».[11]

## وصلات خارجية
الموقع الرسمي